# German I
German I, gr. Γερμανός [Germanus] (ur. ok. 634, zm. 733 w posiadłości Planion) – pisarz, teolog, biskup i patriarcha Konstantynopola w latach 715–730, święty Kościoła katolickiego, ormiańskiego oraz prawosławnego.

## Życiorys
Był synem senatora Justyniana. Uczestniczył w soborze konstantynopolitańskim (680–681). Będąc biskupem Kyziku, opowiedział się (w 712) za monoteletyzmem. Jednak już po objęciu urzędu patriarszego w 715 potępił ten pogląd. Został usunięty ze stanowiska przez cesarza Leona III za przychylność wobec kultu obrazów. Zmarł w wieku ok. 100 lat w domu rodzinnym Planion. Pochowany został w kościele Chora w Konstantynopolu (dzisiejszy Stambuł).

## Dzień obchodów
Wspomnienie liturgiczne w Kościele katolickim obchodzone jest 12 maja (za Martyrologium rzymskim).
Kościoły wschodnie, z uwagi na liturgię według kalendarza juliańskiego wspominają świętego patriarchę:
- Cerkiew prawosławna – 12/25 maja[a], tj. 25 maja według kalendarza gregoriańskiego,
- Kościół ormiański – 10/23 maja, tj. 23 maja.

## Dzieła
Niektóre dzieła:
- List do Armeńczyków (Epistula ad Armenos)
- O kresie życia (De vitae termino)
- O herezjach i synodach (De haeresibus et synodis)
- trzy Homilie o Zaśnięciu Najświętszej Maryi Panny (De dormitione Beate Mariae Virginis)

## Przekłady w języku polskim
- św. German z Konstantynopola, Witaj Maryjo, [w:] Verbraken Patrick – Pierre Dom OSB, Starowieyski Marek Ks., Ojcowie Kościoła. Panorama patrystyczna, Warszawa 1991, Wyd. Archidiecezji Warszawskiej, ss. 234–237.